# Olgaea nidulans
Olgaea nidulans là một loài thực vật có hoa trong họ Cúc. Loài này được (Rupr.) Iljin mô tả khoa học đầu tiên năm 1922.